# Drejera
Drejera é um gênero botânico da família Acanthaceae

## Espécies
As principais espécies são:
| - Drejera boliviensis - Drejera greggii - Drejera juncea - Drejera parviflora - Drejera polyantha - Drejera puberula | - Drejera ramosa - Drejera thurberi - Drejera virgata - Drejera willdenowiana - Drejera wrightii |